# Jeřice
Jeřice (německy Jerschitz) jsou obec v okrese Jičín v Královéhradeckém kraji. Žije v ní 397 obyvatel.

## Historie
První písemná zmínka o vesnici pochází z roku 1369. Až do roku 1921 se obec jmenovala Velké Jeřice (německy Groß Jerschitz).

## Přírodní poměry
Vesnice stojí ve Východolabské tabuli. Protéká jí řeka Bystřice, jejíž tok zde je součástí přírodní památky Bystřice.

## Obyvatelstvo
| Rok            | 1869 | 1880 | 1890 | 1900 | 1910 | 1921 | 1930 | 1950 | 1961 | 1970 | 1980 | 1991 | 2001 | 2011 | 2021 |
| -------------- | ---- | ---- | ---- | ---- | ---- | ---- | ---- | ---- | ---- | ---- | ---- | ---- | ---- | ---- | ---- |
| Počet obyvatel | 717  | 762  | 751  | 738  | 678  | 667  | 662  | 487  | 492  | 458  | 431  | 385  | 370  | 395  | 385  |
| Počet domů     | 103  | 109  | 112  | 108  | 111  | 117  | 133  | 137  | 134  | 133  | 126  | 156  | 158  | 163  | 150  |

## Obecní správa

### Části obce
- Dolní Černůtky
- Jeřice

### Obecní symboly
Znak a vlajka byly obci uděleny rozhodnutím předsedy Poslanecké sněmovny Parlamentu České republiky dne 13. listopadu 2002.

## Pamětihodnosti
- Zámek Jeřice
- Kostel svaté Máří Magdaleny

## Rodáci
- Antonín Bělohoubek (1845–1910), český chemik a rektor ČVUT